# Лимонт (герб)
Лимонт (пол. Limont) — польский дворянский герб.

## Описание
В красном поле меч рукояткой вверх, острием он упирается в шар (земной), слева и справа от него ещё по шару. На шлеме между двумя страусовыми перьями виден меч острием вверх.

## Герб используют
6 родов
Lemiński, Limanowicz, Limiński, Limont, Limunt, Liniewski